# Next Time
Next Time (en Macedonio "Некст Тајм") es un dúo de rock de Skopie, Macedonia del Norte, compuesto por los hermanos Martin y Stefan Filipovski. Stefan es el cantante principal, mientras que Martin toca la guitarra y canta de coro. El grupo representó a su país en el Festival de Eurovisión 2009 en Moscú, Rusia con la canción "Nešto što kje ostane".

## Trayectoria
Next Time se formaron a principios de 2008 después de firmar con Plan B Productions. Anteriormente tocaron en varias bandas de garaje y en festivales de música infantil. Descubiertos por el compositor y cantautor, Jovan Jovanov, el dúo macedonio lanzó su primer sencillo "Ne Veruvam Vo Tebe" ("No me fío de ti"), en mayo de 2008. La letra de la canción fue escrita por la Jovanov. "Ne Veruvam Vo Tebe" inmediatamente encabezó varias listas en Macedonia y fue rápidamente un éxito que lanzó a Next Time a la fama. La banda también lanzó su primer video musical de la canción. Poco después Next Time aparecieron en el Radio Festival de Música "Zvezdena Nok", en junio de 2008. En "Zvezdena Nok", el dúo ganó el "Summer Hit of the Year" con la canción "Me Mislish Li?" ( "¿Estoy en tus pensamientos?"). Dos meses más tarde en el Festival de Ohrid, Next Time fue elegido "Mejor Nuevo Artista" con su tercer sencillo "Me Ostavi Da Zhiveam Sam" ("Me dejaste sólo"). Sin embargo, el mayor éxito de Next Time se produjo en octubre, cuando ganaron la segunda semifinal de la noche en Mak-Fest quizás el más famoso Festival de Música de Macedonia. Con su cuarto sencillo "Bez Tebe Tivko Umiram" ( "Estoy Muriendo lentamente sin ti") que quedó en segundo lugar en la final del festival, solo tres puntos detrás del ganador. 
El 16 de diciembre de 2008 lanzaron su álbum debut "Next Time" con 13 canciones, dos de las cuales fueron bonus canciones cantadas en un idioma extranjero. Una de las canciones era en inglés y se llamaba "Why Did You Go". La otra fue un cover de la ópera italiana "Caruso".

## Discografía

### Álbumes
- Next Time (2008)

### Singles
- "Ne Veruvam Vo Tebe"
- "Me Mislish Li?"
- "Me Ostavi Sam Da Zhiveam"
- "Bez Tebe Tivko Umiram"
- "Nešto što kje ostane"
- "The Sweetest Thing That Will Remain"